# Барчелона Поцо ди Гото
Барчелона Поцо ди Гото (итал. Barcellona Pozzo di Gotto) град је у јужној Италији. То је друго по величини насеље округа Месина у оквиру италијанске покрајине Сицилија. 

## Природне одлике
Град Барчелона Поцо ди Гото налази се у јужном делу Италије, на 170 km источно од Палерма, а 40 km западно од Месине. Град је смештен на северној обали Сицилије, тј. на јужној обали Тиренског мора. Изнад града се уздижу планине Пелоритани.

## Становништво
Према резултатима пописа становништва 2011. у општини је живело 41.632 становника.
| 1931.  | 1936.  | 1951.  | 1961.  | 1971.  | 1981.  | 1991.  | 2001.  | 2011.  |
| ------ | ------ | ------ | ------ | ------ | ------ | ------ | ------ | ------ |
| 25.808 | 27.134 | 30.755 | 32.138 | 34.469 | 38.171 | 40.544 | 41.258 | 41.632 |

Барчелона Поцо ди Гото данас има око 42.000 становника, махом Италијана. Пре пола века град је имао 80% мање становника него сада. Последњих деценија број становника у граду расте.

## Партнерски градови
- Пунта Алта